# Valamugil robustus
Valamugil robustus és una espècie de peix de la família dels mugílids i de l'ordre dels mugiliformes.

## Morfologia
- Els mascles poden assolir 30 cm de longitud total.[4]

## Reproducció
És ovípar i els ous són pelàgics.

## Hàbitat
És un peix de clima tropical i pelàgic-nerític.

## Distribució geogràfica
Es troba des d'Inhambane (Moçambic) fins a Transkei (Sud-àfrica) i Madagascar.

## Observacions
És inofensiu per als humans.